# Liste der Städte nach Anzahl an Fluggästen
Folgende Liste sortiert städtische Flughafensysteme nach ihrem gesamten Passagieraufkommen. Ein Passagier ist eine Person, die an einem Flughafen landet, abfliegt oder umsteigt. Umsteiger sind Passagiere, die innerhalb eines Tages an einem Flughafen landen und wieder abfliegen; diese werden doppelt gezählt
Die Daten der Rangliste basieren auf Veröffentlichungen von Airports Council International, der internationalen Vereinigung der Verkehrsflughäfen.

## 2017 und 2016
Alle Städte bzw. Metropolregionen mit mindestens 20 Millionen Fluggästen.
| Stadt/Metropolregion      | Land                         | Passagiere  | Flughäfen                                                               | Jahr |
| ------------------------- | ---------------------------- | ----------- | ----------------------------------------------------------------------- | ---- |
| London                    | Vereinigtes Königreich       | 170.980.680 | 6 (Heathrow, Luton, Gatwick, Stansted, City, Southend)                  | 2017 |
| New York City             | Vereinigte Staaten           | 135.514.082 | 6 (John F. Kennedy, Newark, LaGuardia, Long Island, Westchester County) | 2017 |
| Tokio                     | Japan                        | 126.277.169 | 4 (Haneda, Narita, Chōfu, Ibaraki)                                      | 2017 |
| Shanghai                  | Volksrepublik China          | 111.992.707 | 2 (Pudong, Hongqiao)                                                    | 2017 |
| Los Angeles               | Vereinigte Staaten           | 108.057.042 | 5 (Los Angeles Int., Long Beach, Burbank, John Wayne, Ontario)          | 2017 |
| Paris                     | Frankreich                   | 105.232.285 | 5 (Charles de Gaulle, Orly, Beauvais-Tillé, Châlons Vatry, Le Bourget)  | 2017 |
| Atlanta                   | Vereinigte Staaten           | 103.902.992 | 1 (Hartsfield–Jackson)                                                  | 2017 |
| Chicago                   | Vereinigte Staaten           | 102.479.419 | 3 (O’Hare, Midway, Rockford)                                            | 2017 |
| Peking                    | Volksrepublik China          | 101.740.179 | 2 (Capital International, Nanyuan)                                      | 2017 |
| Dubai                     | Vereinigte Arabische Emirate | 100.512.627 | 3 (Dubai, Dubai-World Central, Schardscha)                              | 2017 |
| Bangkok                   | Thailand                     | 99.160.461  | 2 (Suvarnabhumi, Don Mueang)                                            | 2017 |
| Istanbul                  | Türkei                       | 95.113.289  | 2 (Atatürk, Sabiha Gökçen)                                              | 2017 |
| Moskau                    | Russland                     | 89.489.719  | 4 (Domodedowo, Scheremetjewo, Wnukowo, Schukowski)                      | 2017 |
| Seoul                     | Südkorea                     | 87.183.179  | 2 (Incheon, Gimpo)                                                      | 2017 |
| Miami                     | Vereinigte Staaten           | 82.904.818  | 3 (Miami International, Fort Lauderdale, Palm Beach)                    | 2017 |
| Dallas                    | Vereinigte Staaten           | 82.815.841  | 2 (Dallas/Fort Worth, Dallas Love Field)                                | 2017 |
| San Francisco Bay Area    | Vereinigte Staaten           | 81.380.154  | 3 (San Francisco International, Oakland, San Jose)                      | 2017 |
| Washington, D.C.          | Vereinigte Staaten           | 73.063.535  | 3 (Washington Dulles, Ronald Reagan, Baltimore-Washington)              | 2017 |
| Hongkong                  | Hongkong                     | 72.868.000  | 1 (Hong Kong International)                                             | 2017 |
| Jakarta                   | Indonesien                   | 69.906.136  | 2 (Soekarno-Hatta, Halim Perdanakusuma)                                 | 2017 |
| São Paulo                 | Brasilien                    | 69.161.375  | 4 (Guarulhos, Congonhas, Viracopos, Campo de Marte)                     | 2017 |
| Amsterdam                 | Niederlande                  | 68.515.425  | 1 (Amsterdam Schiphol)                                                  | 2017 |
| Frankfurt am Main         | Deutschland                  | 66.972.584  | 2 (Frankfurt, Frankfurt-Hahn)                                           | 2017 |
| Guangzhou                 | Volksrepublik China          | 65.776.088  | 1 (Guangzhou Baiyun)                                                    | 2017 |
| Delhi                     | Indien                       | 63.451.503  | 1 (Indira Gandhi)                                                       | 2017 |
| Singapur                  | Singapur                     | 62.222.000  | 1 (Changi)                                                              | 2017 |
| Kuala Lumpur              | Malaysia                     | 61.435.213  | 2 (Kuala Lumpur, Kuala Lumpur-Sultan Abdul Aziz Shah)                   | 2017 |
| Denver                    | Vereinigte Staaten           | 61.379.396  | 1 (Denver International)                                                | 2017 |
| Houston                   | Vereinigte Staaten           | 54.131.888  | 2 (George Bush, William P. Hobby)                                       | 2017 |
| Madrid                    | Spanien                      | 53.402.506  | 1 (Madrid-Barajas)                                                      | 2017 |
| Taipeh                    | Taiwan                       | 51.022.148  | 2 (Taiwan Taoyuan, Taipeh-Songshan)                                     | 2017 |
| Toronto                   | Kanada                       | 50.529.504  | 3 (Toronto-Pearson, Toronto-City, John C. Munro Hamilton)               | 2017 |
| Barcelona                 | Spanien                      | 50.254.280  | 3 (Barcelona-El Prat, Girona, Reus)                                     | 2017 |
| Chengdu                   | Volksrepublik China          | 49.801.693  | 1 (Chengdu-Shuangliu)                                                   | 2017 |
| Las Vegas                 | Vereinigte Staaten           | 48.500.194  | 1 (McCarran International)                                              | 2017 |
| Mumbai                    | Indien                       | 48.496.430  | 1 (Chhatrapati Shivaji)                                                 | 2017 |
| Orlando                   | Vereinigte Staaten           | 47.533.711  | 2 (Orlando International, Orlando Sanford)                              | 2017 |
| Seattle                   | Vereinigte Staaten           | 46.934.194  | 1 (Seattle-Tacoma International)                                        | 2017 |
| Rom                       | Italien                      | 46.857.693  | 2 (Rom-Fiumicino, Rom-Ciampino)                                         | 2017 |
| Charlotte                 | Vereinigte Staaten           | 45.909.899  | 1 (Charlotte Douglas International)                                     | 2017 |
| München                   | Deutschland                  | 45.757.116  | 2 (München, Memmingen)                                                  | 2017 |
| Shenzhen                  | Volksrepublik China          | 45.610.651  | 1 (Shenzhen Bao’an)                                                     | 2017 |
| Mexiko-Stadt              | Mexiko                       | 45.521.499  | 2 (Mexiko-Stadt, Toluca)                                                | 2017 |
| Phoenix                   | Vereinigte Staaten           | 45.282.383  | 2 (Phoenix Sky Harbor, Phoenix-Mesa Gateway)                            | 2017 |
| Kunming                   | Volksrepublik China          | 44.727.691  | 1 (Kunming-Changshui)                                                   | 2017 |
| Mailand                   | Italien                      | 44.053.667  | 3 (Malpensa, Linate, Bergamo)                                           | 2017 |
| Manila                    | Philippinen                  | 43.537.015  | 2 (Ninoy Aquino International, Clark International)                     | 2017 |
| Sydney                    | Australien                   | 43.329.917  | 1 (Kingsford Smith International)                                       | 2017 |
| Osaka                     | Japan                        | 42.917.326  | 3 (Kansai, Itami, Kōbe)                                                 | 2017 |
| Xi’an                     | Volksrepublik China          | 41.857.229  | 1 (Xi’an-Xianyang)                                                      | 2017 |
| Metropolregion Rhein-Ruhr | Deutschland                  | 40.911.293  | 4 (Düsseldorf, Köln/Bonn, Dortmund, Niederrhein)                        | 2017 |
| Minneapolis-Saint Paul    | Vereinigte Staaten           | 37.517.957  | 1 (Minneapolis-Saint Paul International)                                | 2016 |
| Boston                    | Vereinigte Staaten           | 36.288.042  | 1 (Logan International)                                                 | 2016 |
| Chongqing                 | Volksrepublik China          | 35.888.819  | 1 (Chongqing-Jiangbei)                                                  | 2016 |
| Bogota                    | Kolumbien                    | 35.768.992  | 2 (Bogotá, Guaymaral)                                                   | 2016 |
| Detroit                   | Vereinigte Staaten           | 34.401.254  | 1 (Detroit Metropolitan Wayne County Airport)                           | 2016 |
| Melbourne                 | Australien                   | 33.704.854  | 2 (Melbourne, Avalon)                                                   | 2016 |
| Berlin                    | Deutschland                  | 32.906.881  | 2 (Berlin-Tegel, Berlin-Schönefeld)                                     | 2016 |
| Ho-Chi-Minh-Stadt         | Vietnam                      | 32.486.537  | 1 (Tan-Son-Nhat)                                                        | 2016 |
| Hangzhou                  | Volksrepublik China          | 31.594.959  | 1 (Hangzhou Xiaoshan)                                                   | 2016 |
| Dschidda                  | Saudi-Arabien                | 31.003.000  | 1 (König-Abd-al-Aziz)                                                   | 2016 |
| Philadelphia              | Vereinigte Staaten           | 30.155.090  | 1 (Philadelphia)                                                        | 2016 |
| Jeju                      | Südkorea                     | 29.707.364  | 1 (Jeju)                                                                | 2016 |
| Stockholm                 | Schweden                     | 29.211.482  | 3 (Stockholm/Arlanda, Stockholm/Bromma, Stockholm-Skavsta)              | 2016 |
| Brüssel                   | Belgien                      | 29.122.138  | 2 (Brüssel-Zaventem, Brüssel-Charleroi)                                 | 2016 |
| Kopenhagen                | Dänemark                     | 29.043.287  | 1 (Kopenhagen-Kastrup)                                                  | 2016 |
| Oslo                      | Norwegen                     | 28.548.253  | 3 (Oslo-Gardermoen, Moss, Torp)                                         | 2016 |
| Dublin                    | Irland                       | 27.907.384  | 1 (Dublin)                                                              | 2016 |
| Zürich                    | Schweiz                      | 27.666.428  | 1 (Zürich)                                                              | 2016 |
| Palma de Mallorca         | Spanien                      | 26.253.882  | 1 (Palma de Mallorca)                                                   | 2016 |
| Abu Dhabi                 | Vereinigte Arabische Emirate | 25.964.178  | 1 (Abu Dhabi)                                                           | 2016 |
| Manchester                | Vereinigtes Königreich       | 25.637.054  | 1 (Manchester)                                                          | 2016 |
| Rio de Janeiro            | Brasilien                    | 25.168.916  | 2 (Antônio Carlos Jobim, Santos Dumont)                                 | 2016 |
| Teheran                   | Iran                         | 24.499.720  | 2 (Teheran-Mehrabad, Teheran-Imam Chomeini)                             | 2016 |
| Riad                      | Saudi-Arabien                | 23.400.000  | 1 (Riad)                                                                | 2016 |
| Wien                      | Österreich                   | 23.352.016  | 1 (Wien-Schwechat)                                                      | 2016 |
| Salt Lake City            | Vereinigte Staaten           | 23.155.527  | 1 (Salt Lake City)                                                      | 2016 |
| Fukuoka                   | Japan                        | 22.916.445  | 3 (Fukuoka, Kitakyūshū, Saga)                                           | 2016 |
| Xiamen                    | Volksrepublik China          | 22.737.000  | 1 (Xiamen)                                                              | 2016 |
| Lissabon                  | Portugal                     | 22.449.289  | 1 (Lissabon)                                                            | 2016 |
| Nanjing                   | Volksrepublik China          | 22.358.100  | 1 (Nanjing-Lukou)                                                       | 2016 |
| Brisbane                  | Australien                   | 22.320.178  | 1 (Brisbane)                                                            | 2016 |
| Vancouver                 | Kanada                       | 22.288.522  | 1 (Vancouver)                                                           | 2016 |
| Bangalore                 | Indien                       | 22.187.841  | 1 (Kempegowda Bangaluru)                                                | 2016 |
| Tampa                     | Vereinigte Staaten           | 21.955.376  | 3 (Tampa, St. Petersburg-Clearwater, Sarasota–Bradenton)                | 2016 |
| Buenos Aires              | Argentinien                  | 21.493.652  | 4 (Jorge Newbery, Ezeiza, San Fernando, La Plata)                       | 2016 |
| Cancún                    | Mexiko                       | 21.415.795  | 1 (Cancún)                                                              | 2016 |
| Changsha                  | Volksrepublik China          | 21.296.700  | 1 (Changsha-Huanghua)                                                   | 2016 |
| Zhengzhou                 | Volksrepublik China          | 20.760.000  | 1 (Zhengzhou)                                                           | 2016 |
| San Diego                 | Vereinigte Staaten           | 20.725.841  | 1 (San Diego International)                                             | 2016 |
| Qingdao                   | Volksrepublik China          | 20.660.000  | 1 (Qingdao-Liuting)                                                     | 2016 |
| Sapporo                   | Japan                        | 20.637.377  | 2 (Neu-Chitose, Okadama)                                                | 2016 |
| Hanoi                     | Vietnam                      | 20.596.632  | 1 (Hanoi)                                                               | 2016 |
| Johannesburg              | Südafrika                    | 20.374.998  | 1 (O. R. Tambo)                                                         | 2016 |
| Urumqi                    | Volksrepublik China          | 20.200.800  | 1 (Ürümqi-Diwopu)                                                       | 2016 |
| Athen                     | Griechenland                 | 20.017.530  | 1 (Eleftherios-Venizelos)                                               | 2016 |

## Entwicklung 2010–2016
Folgende Liste zeigt die Entwicklung der Passagierzahlen verschiedener Flughafensysteme seit dem Jahr 2010.
| Stadt/Metropolregion   | Land                         | Passagiere 2010 | Passagiere 2012 | Passagiere 2014 | Passagiere 2015 | Passagiere 2016 | Steigerung in % |
| ---------------------- | ---------------------------- | --------------- | --------------- | --------------- | --------------- | --------------- | --------------- |
| London                 | Vereinigtes Königreich       | 127.353.419     | 134.997.486     | 146.685.710     | 155.257.467     | 163.231.321     | 28,2 %          |
| New York City          | Vereinigte Staaten           | 107.586.717     | 112.427.757     | 120.195.058     | 126.651.526     | 134.353.971     | 24,8 %          |
| Tokio                  | Japan                        | 98.024.708      | 99.879.178      | 108.421.827     | 111.439.687     | 116.803.669     | 19,2 %          |
| Shanghai               | Volksrepublik China          | 71.684.808      | 78.708.890      | 90.820.698      | 99.189.000      | 106.462.549     | 48,5 %          |
| Atlanta                | Vereinigte Staaten           | 89.331.622      | 95.462.867      | 96.178.899      | 101.491.106     | 104.171.935     | 16,6 %          |
| Los Angeles            | Vereinigte Staaten           | 79.981.524      | 84.129.635      | 89.622.000      | 95.793.140      | 102.630.641     | 28,3 %          |
| Paris                  | Frankreich                   | 86.203.669      | 92.738.772      | 96.208.332      | 99.761.998      | 101.717.530     | 18,0 %          |
| Chicago                | Vereinigte Staaten           | 84.302.427      | 86.356.630      | 91.255.037      | 99.277.247      | 101.202.068     | 20,0 %          |
| Peking                 | Volksrepublik China          | 76.171.801      | 85.389.239      | 91.059.631      | 96.130.390      | 99.979.802      | 31,3 %          |
| Dubai                  | Vereinigte Arabische Emirate | 53.487.326      | 65.201.088      | 82.469.523      | 88.935.250      | 95.553.126      | 78,6 %          |
| Bangkok                | Thailand                     | 44.262.347      | 58.985.469      | 67.969.920      | 83.206.293      | 91.096.185      | 105,8 %         |
| Istanbul               | Türkei                       | 43.350.029      | 59.485.750      | 85.592.229      | 89.435.167      | 89.826.476      | 107,2 %         |
| Seoul                  | Südkorea                     | 51.044.826      | 58.583.599      | 67.079.045      | 72.445.198      | 82.892.902      | 62,4 %          |
| Dallas                 | Vereinigte Staaten           | 64.867.419      | 66.764.842      | 72.936.459      | 78.671.661      | 81.233.435      | 25,2 %          |
| Miami                  | Vereinigte Staaten           | 63.998.275      | 68.626.693      | 71.476.569      | 77.557.288      | 80.054.002      | 25,1 %          |
| Moskau                 | Russland                     | 50.958.643      | 63.888.632      | 77.341.000      | 75.285.463      | 76.623.181      | 50,4 %          |
| San Francisco Bay Area | Vereinigte Staaten           | 56.905.161      | 62.736.923      | 66.796.162      | 71.014.239      | 75.966.974      | 33,5 %          |
| Hongkong               | Hongkong                     | 50.410.819      | 56.057.751      | 63.347.000      | 68.488.000      | 70.314.462      | 39,5 %          |
| São Paulo              | Brasilien                    | 48.224.873      | 59.016.229      | 67.554.621      | 68.715.919      | 66.897.374      | 38,7 %          |
| Jakarta                | Indonesien                   | 43.981.022      | 57.831.462      | 57.005.406      | 57.000.000      | 64.314.005      | 46,2 %          |
| Amsterdam              | Niederlande                  | 45.211.749      | 51.035.590      | 54.978.023      | 58.284.864      | 63.625.534      | 40,7 %          |
| Frankfurt am Main      | Deutschland                  | 56.172.796      | 61.013.452      | 62.084.088      | 63.697.127      | 63.396.093      | 12,9 %          |
| Guangzhou              | Volksrepublik China          | 40.975.253      | 48.731.462      | 56.050.262      | 55.208.000      | 59.732.147      | 45,8 %          |
| Singapur               | Singapur                     | 42.038.777      | 51.181.804      | 54.091.802      | 55.448.964      | 58.698.039      | 39,6 %          |
| Denver                 | Vereinigte Staaten           | 52.211.242      | 53.156.278      | 53.472.514      | 54.014.502      | 58.266.515      | 11,6 %          |
| Delhi                  | Indien                       | 28.531.607      | 34.211.608      | 39.752.819      | 45.981.773      | 55.631.385      | 95,0 %          |
| Kuala Lumpur           | Malaysia                     | 35.205.636      | 41.330.380      | 51.692.965      | 51.678.211      | 55.474.879      | 57,6 %          |
| Houston                | Vereinigte Staaten           | 49.533.570      | 50.326.484      | 53.196.840      | 55.186.568      | 54.546.393      | 10,1 %          |
| Madrid                 | Spanien                      | 49.786.202      | 45.224.305      | 41.833.374      | 46.828.279      | 50.397.928      | 1,2 %           |
| Las Vegas              | Vereinigte Staaten           | 39.397.359      | 40.799.830      | 42.869.517      | 45.389.074      | 47.496.614      | 20,6 %          |
| Toronto                | Kanada                       | 33.452.851      | 37.163.947      | 40.971.961      | 43.436.847      | 47.473.468      | 41,9 %          |
| Rom                    | Italien                      | 40.486.202      | 41.478.287      | 43.525.197      | 46.297.409      | 47.140.468      | 16,4 %          |
| Barcelona              | Spanien                      | 38.768.886      | 38.927.906      | 40.570.338      | 42.191.661      | 46.613.405      | 20,2 %          |
| Chengdu                | Volksrepublik China          | 25.805.815      | 31.595.130      | 37.675.232      | 42.239.468      | 46.039.137      | 78,4 %          |
| Mumbai                 | Indien                       | 28.137.797      | 30.038.696      | 34.993.738      | 40.637.377      | 44.680.555      | 58,8 %          |
| Orlando                | Vereinigte Staaten           | 35.775.107      | 36.525.430      | 37.899.313      | 41.527.749      | 44.675.809      | 24,9 %          |
| Phoenix                | Vereinigte Staaten           | 39.464.409      | 41.808.611      | 42.363.030      | 43.376.899      | 44.671.947      | 13,2 %          |
| Charlotte              | Vereinigte Staaten           | 38.143.078      | 41.228.372      | 44.279.504      | 44.876.627      | 44.422.022      | 16,5 %          |
| München                | Deutschland                  | 35.510.234      | 39.227.979      | 40.450.515      | 41.731.856      | 43.258.023      | 21,8 %          |
| Mexiko-Stadt           | Mexiko                       | 24.678.839      | 29.954.380      | 34.856.382      | 39.128.529      | 42.481.406      | 72,1 %          |
| Sydney                 | Australien                   | 35.992.164      | 36.920.000      | 38.628.952      | 39.914.103      | 41.985.810      | 16,7 %          |
| Kunming                | Volksrepublik China          | 20.192.243      | 23.979.259      | 32.230.883      | 37.523.098      | 41.980.339      | 107,9 %         |
| Shenzhen               | Volksrepublik China          | 26.713.610      | 29.569.725      | 36.272.701      | 39.721.619      | 41.975.090      | 57,1 %          |